# 天大集團 (香港)
天大集團有限公司，簡稱天大集團（英語：Tianda Group Limited），在1993年由方文权先生創立，當時名為「新西兰则通国际发展有限公司」。
現時業務除了經營藥業外，還經營印刷、能源、房地產、金融等行業，地區為中国內地、香港、新加坡、澳大利亚、新西兰等。總部位於香港中环添美道1号中信大廈24楼。
旗下上市為天大藥業有限公司。